# Войцеховская, Марина Владиславовна
Марина Владиславовна Войцеховская (род. 17 октября 1955, Свердловск, РСФСР, СССР) — советская и российская спортсменка, фигуристка, Мастер спорта СССР, тренер по фигурному катанию.

## Биография
В 1970 году стала чемпионом в Первенстве РСФСР среди юниоров. В 1971 году заняла третье место на Чемпионате РСФСР. Проходила спортивную подготовку у заслуженных тренеров РСФСР Н. К. Дроновой и И. Б. Ксенофонтова.
Марина Владиславовна Войцеховская в течение нескольких десятков лет проработала тренером по фигурному катанию в СДЮСШОР «Локомотив» в городе Екатеринбург.
С 2011 по 2014 год работала со спортсменами группы Николая Морозова на спортивной базе в Новогорске (Московская область), которые затем выступили на Зимней Олимпиаде в Сочи.
В 2015 году стала лауреатом совместно учреждённое компанией PwC и журналом «Эксперт-Урал» премии «На пике формы ― 2015» в категории «Тренеры, открывающие детям дорогу в большой спорт».
Является тренером высшей категории.
Самыми известные подопечными Марины Войцеховской являются: Юлия Липницкая ― золотой призёр Олимпийских игр и Чемпионата Европы, серебряный призёр Чемпионата Мира; Максим Ковтун ― серебряный призёр чемпионата Европы, двукратный серебряный призёр командного чемпионата мира; Роман Скорняков ― серебряный призёр Зимних Азиатских игр; Сергей Воронов ― двукратный призёр Чемпионата Европы; Елена Ильиных ― призёр Олимпийских игр и Чемпионата Европы; Никита Кацалапов ― призёр Олимпийских игр и Чемпионата Европы; Абзал Ракимгалиев ― чемпион Казахстана 2007 года.